# Piper abbreviatum
Piper abbreviatum är en pepparväxtart som beskrevs av Philipp Filip Maximilian Opiz. Piper abbreviatum ingår i släktet Piper och familjen pepparväxter. Inga underarter finns listade i Catalogue of Life.